# Georg Friedrich Brander

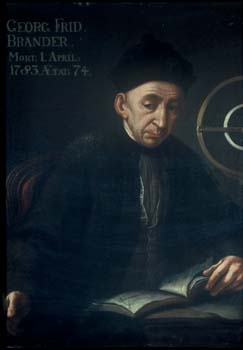
Georg Friedrich Brander

Georg Friedrich Brander (* 28. November 1713 in Regensburg; † 1. April 1783 in Augsburg) war ein europaweit bekannter Präzisionsmechaniker im 18. Jahrhundert.

## Leben
Sein Vater Georg war Drogist und stammt aus Nürnberg; seine Mutter Sibylla Katharina, verwitwete Pfaffenreuter, kam aus einer Regensburger Goldschmiedefamilie. Als Kind interessierte sich Brander früh für Mechanik, sollte aber auf Wunsch des Vaters eine Kaufmannslehre in Nürnberg absolvieren. Nach dem Tod des Vaters gab er dieses Vorhaben auf und studierte ab 1731 an der Universität Altdorf Mathematik und Physik. Er war ein Schüler von Johann Gabriel Doppelmayr. 1734 kam Brander nach Augsburg und schuf sich hier eine handwerkliche Existenz. Sein Produktionsprogramm umfasste im Zeitablauf die Herstellung mathematischer und optischer Geräte sowie physikalischer, geodätischer und mathematischer Werkzeuge. Die Instrumentenmacherkunst führte er in der Stadt am Lech zu neuer Blüte.
1737 fertigte Brander das erste Spiegelteleskop in Deutschland. Seine Erzeugnisse waren von so hervorragender Qualität, dass sie sich mit in England hergestellten messen konnten. Bekannt wurde er durch das Beliefern europäischer Höfe und Akademien mit gefälligen und kunstvollen wissenschaftlichen Präzisionsgeräten. Einem Messtisch, dessen Kippregel ein Fernrohr mit Glasmikrometer und einer besonders feinen Strichplatte hatte, folgte u. a. ein sogenanntes Scheibeninstrument, aus dem sich später der Theodolit entwickelte.

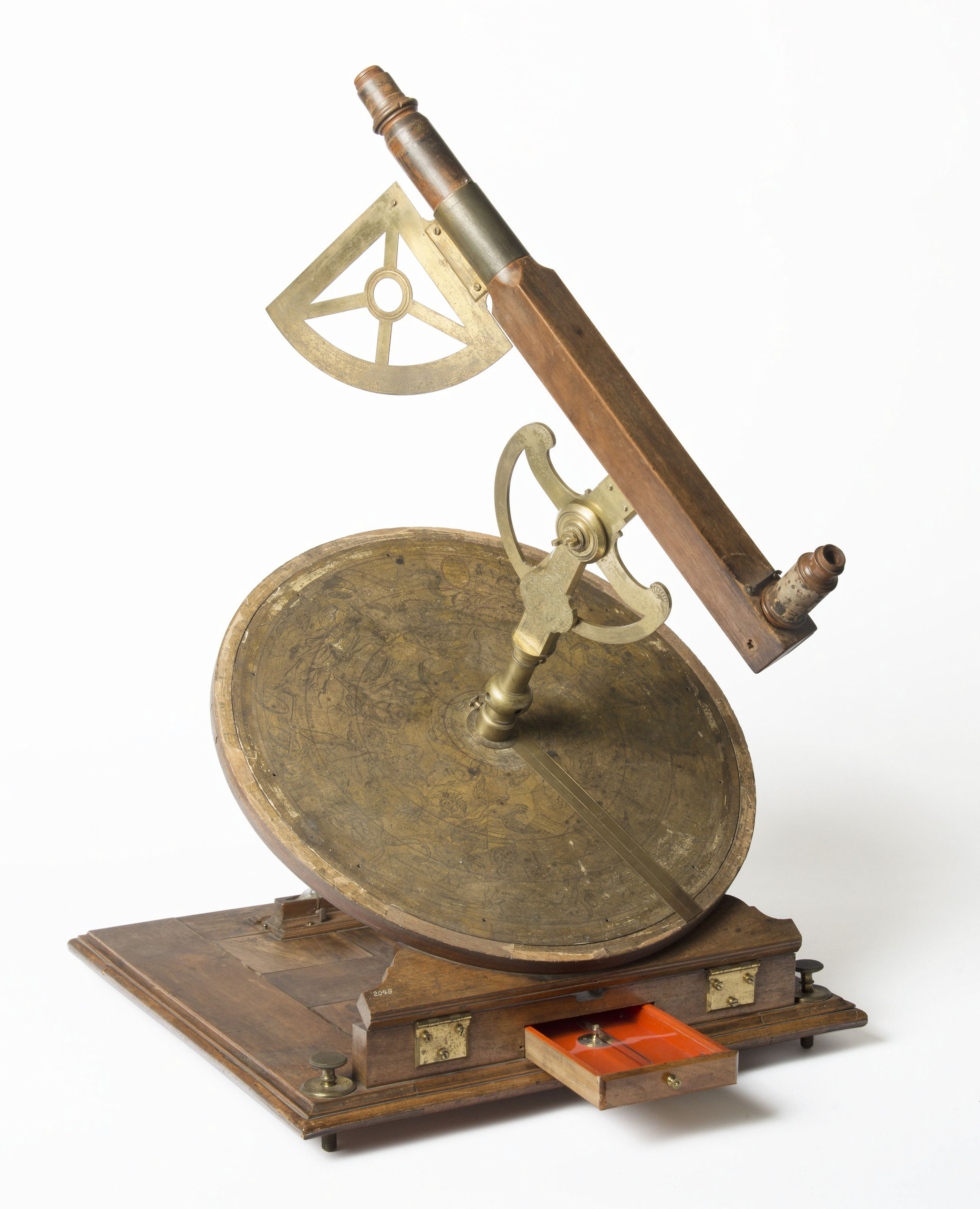
Sternfinder, Foto des Deutschen Museums

Ein ab 1775 gebautes Fernrohr, das mit einer Sternkarte gekoppelt war, nannte er „Sternfinder“. Damit konnten auch gebildete Laien Himmelskörper aufspüren. Zu meteorologischen Beobachtungen stellte der Instrumentenbauer Barometer und Thermometer her. Auch eine Camera obscura ist erwähnenswert. Brander verfasste ferner Schriften über die Mechanik und versuchte sich auch als Mathematiker.
Gegen Ende seiner Schaffensperiode baute er 1778 einen Koinzidenzentfernungsmesser, der aus einem Querrohr mit zwei Spiegeln bestand. Man musste die beiden Bilder in Deckung bringen und konnte über die Spiegelstellung die Distanz zum anvisierten Objekt ermitteln.
Der Augsburger wirkte an der Gründung der Churfürstlichen Bayerischen Akademie der Wissenschaften im Jahr 1759 mit. Sein Handwerksbetrieb produzierte im Laufe der Jahre etwa 150 Instrumente für das physikalische und mathematische Kabinett dieser Einrichtung. Eine umfangreiche Sammlung seiner Instrumente beherbergt heute das Deutsche Museum in München.
Zu seinen Kunden zählte ferner unter anderem der Mathematiker Johann Heinrich Lambert und Alessandro Volta, der den Meister ausdrücklich mit „famoso“ lobte.
Brander heiratete am 14. Februar 1754 Sabina Barbara, die Tochter des Lehrers bei St. Anna Daniel Thenn (1690–1884); aus der Ehe gingen 7 Kinder hervor. Er starb 1783 und wurde im Grab der Familie Thenn auf dem Protestantischen Friedhof Augsburg bestattet.
Die alte Reichsstadt Augsburg erinnert mit der Branderstraße an einen ihrer historisch bedeutsamsten Handwerker.
Um das Jahr 1760 trat Christoph Caspar Höschel als Mechanikus in Branders Dienste. Nachdem Höschel am 22. November 1774 Branders Tochter Barbara Euphrosina (* 28. Dezember 1754) geheiratet hatte, wurde er im darauffolgenden Jahr Teilhaber im florierenden Geschäft. Nach Branders Tod führte Höschel die Werkstatt alleine weiter und konnte das Renommee der Feinmechanik-Werkstatt weiter hoch halten. Mit dem Tod Höschels übernahm 1820 dessen Sohn die Führung und das von Brander aufgebaute Unternehmen wurde bald bedeutungslos.

## Werke
- Beschreibung zweyer zusammengesetzten  Mikroscope, Augsburg, bey Eberhard Kletts sel. Wittwe, 1769
- Georg Friedrich Brander, Nachricht von dem Universalthermometer, Augspurg o. J.
- Brander, Georg Friedrich, Der neue geometrische Universal-Meß-Tisch nach seiner Zusammensetzung und nach seinem Gebrauch kurz u. deutlich beschrieben, Augsburg 1772 (Volltext in der Google-Buchsuche)
- Kurze Beschreibung einer kleinen Luftpumpe oder Cabinet Antlia, Augsburg, bey Eberhard Kletts sel. Wittib, 1774
- Georg Friedrich Branders kurze Beschreibung der neu abgeänderten und mit mehreren Zusätzen versehenen Camera obscura, Augsburg, bey Eberhard Kletts sel. Wittib, 1775
- Georg Friedrich Brander / Christoph C. Hoeschel, Deutliche Anweisung zum Gebrauche des Elektrophors, Regensburg 1777
- Georg Friedrich Brander, Beschreibung eines magnetischen Declinatorii und Inclinatorii: nebst der Anweisung, wie man sich dieser Instrumente bedienen soll, um aller Orten die Abweichung und Neigung der magnetischen Kräfte zu erfahren und zu bestimmen; sammt angehängter Beschreibung eines dioptrischen Sonnenquadranten zu genauer Bestimmung der Meridianlinie, Augsburg, Klett 1779
- Georg Friedrich Branders, der churbayrischen Akademie der Wissenschaften Mitglied und Mechanikus in Augsburg, Beschreibung eines neuerfundenen Distanzenmessers aus einer Station für Ingenieurs und Artilleristen, welche von der Königlich Dänischen Akademie der Wissenschaften im Jahre 1778 den Preiß erhalten, Augsburg, bey Eberhard Kletts sel. Wittwe und Franck, 1781
- Arithmetica binaria sive dyadica das ist Die Kunst nur mit zwey Zahlen in allen vorkommenden Fällen sicher und leicht zu rechnen, Digitalisat